# Cis mirabilis
Cis mirabilis är en skalbaggsart som beskrevs av Perkins 1900. Cis mirabilis ingår i släktet Cis och familjen trädsvampborrare. Inga underarter finns listade i Catalogue of Life.